# Ilona Hlaváčková
Ilona Hlaváčková (ur. 25 marca 1977 w Libercu) – czeska pływaczka specjalizująca się w stylu grzbietowym. Wicemistrzyni Świata 2003 oraz mistrzyni Europy 2004 na dystansie 50 m stylem grzbietowym. Wicemistrzyni Świata 2002 na krótkim basenie na dystansie 100 m stylem grzbietowym oraz wielokrotna medalistka mistrzostw Europy na krótkim basenie. Rekordzistka Czech i Europy. W 2001 i 2003 została wybrana najlepszą czeską pływaczką.

## Osiągnięcia

### Mistrzostwa Świata (basen 50 m)
- 2003 Barcelona -  (50 m stylem grzbietowym)

### Mistrzostwa Europy (basen 50 m)
- 2004 Madryt -  (50 m stylem grzbietowym)
- 2000 Helsinki -  (50 m stylem grzbietowym)

### Mistrzostwa Świata (basen 25 m)
- 2002 Moskwa -  (100 m stylem grzbietowym)

### Mistrzostwa Europy (basen 25 m)
- 2000 Walencja -  (50 m stylem grzbietowym)
- 2000 Walencja -  (100 m stylem grzbietowym)
- 2001 Antwerpia -  (50 m stylem grzbietowym)
- 2001 Antwerpia -  (100 m stylem grzbietowym)
- 2003 Dublin -  (50 m stylem grzbietowym)
- 2002 Riesa -  (50 m stylem grzbietowym)
- 2002 Riesa -  (100 m stylem grzbietowym)
- 2003 Dublin -  (100 m stylem grzbietowym)
- 2004 Wiedeń -  (50 m stylem grzbietowym)